# Rubus warrenii
Rubus warrenii är en rosväxtart som beskrevs av Henri L. Sudre. Rubus warrenii ingår i släktet rubusar, och familjen rosväxter. Inga underarter finns listade i Catalogue of Life.